# Hotel (lớp tàu ngầm)
Tàu ngầm Đề án 658 là loại tàu ngầm hạt nhân mang tên lửa đạn đạo được đưa vào sử dụng bởi Liên Xô trong những năm 1959. NATO gọi loại tàu ngầm này là lớp Hotel.

## Thiết kế
Loại tàu này được phát triển theo thiết kế có khả năng mang và sử dụng hệ thống tên lửa D-2 và các tên lửa R-13, nó đã được duyệt vào ngày 26 tháng 08 năm 1956. Các mẫu thiết kế được thực hiện từ tháng 09 năm 1956 và các dự án về cơ khí (kỹ thuật) để sử dụng cho loại tàu này đã được hoàn thành trong quý 1 năm 1957.
chức vụ người đứng đầu dự án thiết kế Đề án 658 ban đầu được giao cho kỹ sư trưởng của OKB-18 (sau trở thành Viện thiết kế hàng hải trung ương Rubin) là P.Z. Golosovskiy. Vào tháng 02 năm 1958 nó được chuyển giao cho I.V. Mikhaylov người dã thay cho S.N. Kovalev vào tháng 10 năm 1958. Những người đại diện cho người đứng đầu dự án thiết kế được chọn bởi I.D. Spasskiy.
Proyekta 658 được thiết kế trên nền tảng của Đề án 627 hay còn gọi là lớp November (theo NATO) vốn là lớp tàu ngầm hạt nhân đầu tiên của Liên Xô, được thay đổi và bổ sung thêm các ngăn chứa tên lửa của Đề án 629. Ngoài ra Đề án 658 còn có một đuôi tàu nhỏ nằm ngang giúp cho việc di chuyển được tốt hơn, và động cơ điện-hơi nước được tích hợp thêm bộ phận điều khiển khiến nó trở nên đáng tin hơn cho việc chạy với tốc độ cao khi lặn cũng như giảm tiếng ồn. Hệ thống tên lửa D-2 có thể chứa 3 tên lửa R-13 được đặc dọc ngay sau bánh lái. Hệ thống tên lửa này yêu cầu tàu phải nổi lên trước khi bắn dù vậy cả ba tên lửa có thể bắn chỉ sau 12 phút khi nổi lên.

## Các loại tàu trong lớp Hotel

### Đề án 658
Chiếc đầu tiên trong Proyekta 658 là K-19 được hạ thủy vào 17/10/1958 được giao cho thuyền trưởng Nikolai Vladimirovich Zateyev, được biết nhiều bởi sự chậm chạp và tai nạn liên miên. Chiếc cuối cùng trong tám chiếc thuộc Đề án 658 được hạ thủy vào 01/04/1962. Tất cả đều được đóng tại xưởng đóng tàu Severodvinsk State 402. Tám chiếc đó là K-19, K-33, K-55, K-40, K-16, K-145, K-149 (Ukrainskiy Komsomolets) và K-178.

### Đề án 658M
Được xúc tiến năm 1961 và kết thúc 1963, chỉ có một chiếc trong lớp này được đóng là K-145 được trang bị hệ thống tên lửa D-4 có thể phóng dưới độ sâu 16 mét. NATO gọi loại tàu ngầm này là Hotel II. Chúng được trang bị tên lửa R-21(SS-N-5 Serb) có tầm bắn 1200 km. Việc lắp đặc D-4 đòi hỏi phải thay đổi lại một số cấu trúc của tàu, trước khi phóng thì ống phóng phải ngập nước. Thiết kế này được đưa ra bởi S.N. Kovalev.

### Đề án 658S
Được thực hiện từ 1969 đến 1970 khi đó chiếc K-145 được sửa đổi theo thiết kế của Đề án 701 để thử nghiệm loại tên lửa R-29, và NATO gọi nó là lớp Hotel III. Tàu dài 130 m và thể tích chiếm chỗ tăng từ 5500 tấn lên 6400 tấn khi lặn. Tốc độ tối đa giảm xuống còn 18 knots (33 km/h) khi nổi và 22 knots (41 km/h) khi lặn. Sáu ống phóng tên lửa được đặc trước và sau tàu, ba ống mỗi bên. Năm 1976 thì K-145 trở lại phục vụ chiến đấu.